# Блёндаль Бенгтссон, Эрлинг
Эрлинг Блёндаль Бенгтссон (дат. Erling Blöndal Bengtsson; 8 марта 1932, Копенгаген — 6 июня 2013, Анн-Арбор) — датский виолончелист.
Сын скрипача Вальдемара Бенгтссона (1898—1970) и пианистки исландского происхождения Сигридур Шарлотты Нильсен (1894—1956). Начал учиться музыке у своих родителей, затем занимался под руководством Фрица Дицмана. Дебютировал в четырёхлетнем возрасте на летнем концерте газеты Politiken, в 1942 г. впервые выступил с оркестром. В 1948 г. поступил в Кёртисовский институт музыки в класс виолончели Григория Пятигорского, на следующий год стал его ассистентом, а в 1950—1953 гг. вёл собственный класс в том же институте. Вернувшись в Данию в 1953 году, до 1990 года преподавал в Королевской Датской консерватории, с 1961 г. экстраординарный профессор, с 1969 г. профессор. В 1990—2006 гг. профессор Школы музыки Мичиганского университета (кампус в Анн-Арборе).
Выступал как солист с Королевским филармоническим и Английским камерным оркестрами, оркестром Моцартеум, другими заметными коллективами, дирижёрами Юрием Темиркановым, Марисом Янсонсом, Сикстеном Эрлингом, Серджиу Комиссионой и др. Играл в составе фортепианного трио — с Эстер Вагнинг и Генри Хольстом и с Эндре Вольфом и Георгом Вашархеем.
Среди многочисленных записей Блёндаля Бенгтссона — сюиты для виолончели соло Иоганна Себастьяна Баха, Макса Регера и Бенджамина Бриттена, концерты Луиджи Боккерини, Йозефа Гайдна, Роберта Шумана, Эдуара Лало, Камиля Сен-Санса, Антонина Дворжака (с оркестром Лодзинской филармонии под управлением Ильи Ступеля), Уильяма Уолтона и Арама Хачатуряна (с Исландским симфоническим оркестром), сонаты Иоганнеса Брамса (с пианисткой Ниной Кавтарадзе) и многое другое.
Статуя Эрлинга Блёндаля Бенгтссона установлена перед концертным залом «Харпа» в Рейкьявике.